# Жупіна Олена Григорівна
Олена Григорівна Жупіна (23 серпня 1973, Запоріжжя) — українська спортсменка, яка спеціалізувалася в стрибках у воду, призерка Олімпійських ігор. Заслужений майстер спорту України (1998). Повний кавалер ордена княгині Ольги.
Закінчила факультет фізичного виховання у 1994 та журналістики у 2003 роках Запорізького університету. Бронзова призерка 27-х (Сідней, 2000, у синхронних стрибках з трампліна 3 м) в парі з Ганною Сорокіною, учасниця 26-х (Атланта, 1996) та 28-х (Афіни, 2004) Олімпійських ігор. Переможниця в індивідуальних стрибках з вишки 10 м та у синхронних стрибках з трампліна 3 м (1999), срібна призерка в індивідуальних стрибках з вишки 10 м (2004) чемпіонатів Європи. Володарка Кубків Європи (1995, 1997, 1998) та світу (1999). Чемпіонка світу в індивідуальних та синхронних стрибках з вишки 10 м (1998). 26-разова чемпіонка України (1992–98). Виступала за спортивний клуб «Мотор-Січ» товариства «Україна» (Запоріжжя).

## Відзнаки
За досягнення  вагомих спортивних результатів, відзначена:
- Орден «За заслуги» III ступеня (1998)[1].
- Орден княгині Ольги I ступеня (2007)[2].
- Орден княгині Ольги II ступеня (2000)[3].
- Орден княгині Ольги III ступеня (1999)[4].

Лауреат Всеукраїнської премії «Жінка ІІІ тисячоліття» в номінації «Рейтинг» (2008).
1. ↑  Указ Президента України від 3 березня 1998 року № 159/98 «Про відзначення нагородами України»
2. ↑  Указ Президента України від 18 січня 2007 року № 21/2007 «Про відзначення державними нагородами України»
3. ↑  Указ Президента України від 6 жовтня 2000 року № 1114/2000  «Про нагородження учасників збірної команди України XXVII літніх Олімпійських ігор»
4. ↑  Указ Президента України від 23 вересня 1999 року № 1210/99 «Про відзначення нагородами України»